# 青森いすゞ自動車
青森いすゞ自動車株式会社（あおもりいすゞじどうしゃ）は、かつて存在したいすゞ自動車系列の販売会社。本社を青森県青森市に置いていた、いすゞ自動車販売の100%子会社であった。

## 概要
青森運輸支局管轄区域を販売エリアとし、いすゞ製の新車・中古車及び産業用エンジン・マリンエンジンの販売・修理などを行っていた（マリンエンジンは北秋田地域も販売エリアとなっている）。

## 沿革
- 1949年（昭和24年）1月 - 青森いすゞ自動車株式会社を設立。
- 1999年（平成11年）12月 - いすゞの小型車を扱うディーラーである東奥いすゞモーター株式会社と合併し、いすゞ車の全車種を扱うようになる。
- 2007年（平成19年）
  - 2月 - いすゞネットワークの完全子会社となる。
  - 10月 - 青森いすゞ自動車より全ての事業を譲り受け、（新）青森いすゞ自動車株式会社を設立。旧社は青森いすゞ資産管理株式会社に商号変更。
- 2012年（平成24年）4月1日 - 岩手いすゞ自動車、宮城いすゞ自動車、福島いすゞ自動車と合併し、いすゞ自動車東北が発足[1]。

## 拠点
- 本社・青森支店 - 青森市八ッ役字矢作69-1。現・いすゞ自動車東北　営業第一本部青森支社
- 八戸支店 - 八戸市桔梗野工業団地二丁目6-20
- 弘前支店 - 弘前市堅田二丁目9-10
- 十和田支店 - 十和田市三本木字千歳森174-2
- 五所川原営業所 - つがる市柏鷺坂清見71-10
- むつ営業所 - むつ市大曲3-41